# Shim (Magnetismus)

Freier Induktionszerfall (kurz FID, vom Englischen „Free Induction Decay“) der kernmagnetischen Resonanz einer schlecht homogenisierten Apparatur

Freier Induktionszerfall der kernmagnetischen Resonanz einer gut homogenisierten Apparatur

Ein Shim (engl. „shim“: Keil, Ausgleichsstück) ist eine Vorrichtung zur Homogenisierung von Magnetfeldern. Der Begriff stammt aus dem Englischen und bedeutet ursprünglich Unterlegscheibe oder Keil.
Von den rein mechanischen Mitteln, mit denen man einst die Position und Parallelität der Polschuhe eines Elektromagneten eingestellt hat, wurde der Begriff „electrical current shims“ für stromdurchflossene Spulen abgeleitet, welche dieselbe Funktion übernommen haben. Das erreichen sie, indem sie Magnetfelder erzeugen, die deutlich schwächer sind als das zu homogenisierende Feld, mit dem sie überlagert werden.
Die Hilfsspulen werden dazu so konstruiert, dass ihre Felder in der Probe mit einfachen Kugelflächenfunktionen beschrieben werden können, da Störfelder, deren Ursachen räumlich entfernt von der Probe liegen, in der Probe ebenfalls (näherungsweise) die Form solcher Kugelflächenfunktionen niedriger Ordnung haben.
Beim Shimmen werden die Inhomogenitäten des Magnetfeldes beseitigt, indem
- zusätzliche Spulen (aktives Shimmen) oder
- magnetisierte Eisenteile (passives Shimmen)

geeignet angebracht werden. Die so erzeugten Korrekturfelder überlagern das Feld der Hauptspule und homogenisieren es.

## Anwendung
Shims  werden verwendet zum korrekten Betrieb von Magnetresonanztomographen, vorrangig aber bei deutlich stärkeren Geräten zur wissenschaftlichen Forschung.